# Райгруд
Райгруд (пол. Rajgród), ранее Райгород —  город  в Польше, входит в Подляское воеводство, Граевский повят. 
Имеет статус городско-сельской гмины. Занимает площадь 35,18 км². Население — 1680 человек (на 2004 год). В Российской империи входил в состав Сувалкской губернии.